# Ardeosaurus
Ardeosaurus — вимерлий рід базальних ящірок, відомий за скам'янілості, знайденим у пізньоюрському Солнхофен-Платтенкальку в Баварії, на півдні Німеччини.

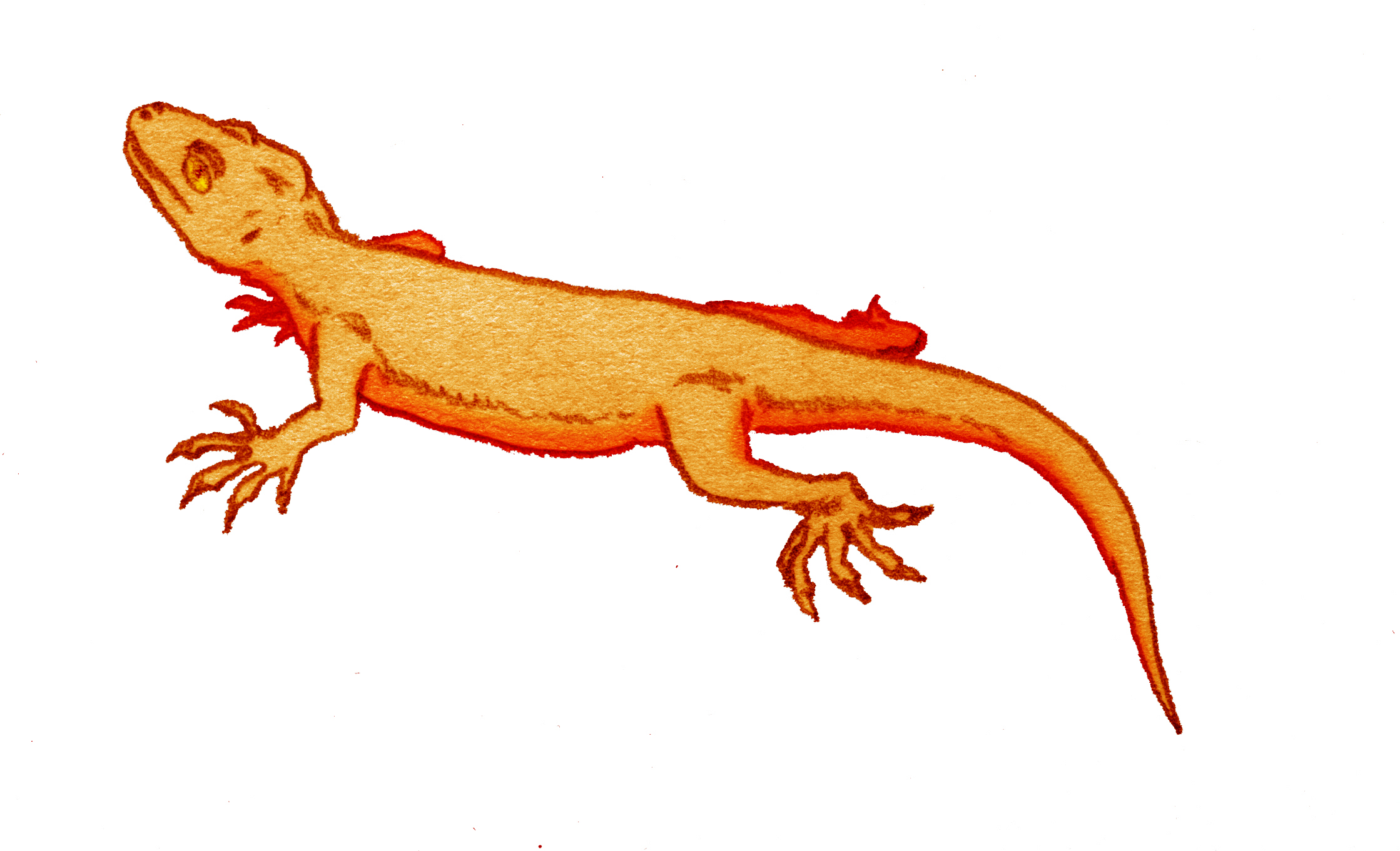
Реставрація

Ардеозавр спочатку вважався далеким родичем сучасних геконів і мав схожий зовнішній вигляд. Однак у 2005 році Еванс і його колеги продемонстрували, що це базальна Squamata за межами верхівкової групи всіх живих ящірок і змій. Наступне дослідження, проведене Сімоесом та його колегами у 2017 році, підтвердило його початкове запропоноване філогенетичне розміщення, вказавши на те, що Ardeosaurus був стовбуровим геккотаном. Він був приблизно 20 сантиметрів завдовжки, з плескованою головою та великими очима. Ймовірно, це був нічний спосіб життя, і мав щелепи, спеціалізовані для харчування комахами та павуками.